# 전옥숙
전옥숙(한국 한자: 全玉淑, 1929년 9월 25일 ~ 2015년 7월 9일)은 대한민국의 영화 제작자이다. 출판계·영화계·방송계 등에 걸친 광범위한 활동으로 '대중문화계 전설'로 불리었다. 영화 감독 홍상수의 모친이자 오세정의 장모이기도 하다.

## 학력
- 이화여자대학교 국어국문학과 (졸업)

## 출연작

### 영화
- 1964년 부부의 전쟁 - 기획
- 1965년 나는 죽기 싫다 - 기획
- 1965년 추풍령 - 기획
- 1966년 민검사와 여선생 - 기획
- 1966년 잘 있거라 일본 땅 - 기획
- 1967년 가고파 - 기획
- 1967년 기적 - 기획
- 1967년 냉과 열 - 기획
- 1967년 방콕의 히마리오 - 기획
- 1967년 보은의 기적 - 기획
- 1967년 애수 - 기획
- 1967년 청사초롱 - 기획
- 1968년 수전시대 - 기획
- 1968년 마녀성 - 기획
- 1968년 세계로 뻗는 한국 - 기획
- 1968년 순덕이 - 기획
- 1968년 오대 복덕방 - 기획
- 1968년 절벽 - 기획
- 1969년 사랑이라는 것은 - 기획
- 1969년 산울림 외칠때 마다 - 기획
- 1969년 이별의 모정 - 기획

## 생애
1929년 경상남도 통영시에서 태어났고 이화여자대학교 국문학과를 졸업했다.
대학 시절에 연극 활동을 했고, 1960년 '주간영화' 발행인으로 나서 영화계에 입문했다. 1963년 대한민국 내 첫 영화 제작 스튜디오 '은세계영화제작소'를 차리기도 했다. 1964년 육군 중령 출신 홍의선과 결혼했고 이후 홍의선과 함께 연합영화사 대표를 맡아 부부 영화 제작자로 이름을 알렸다.
일본어에 능했고, 1975년 문학계간지 '한국문예'를 통해 한국 문학작품을 일본어로 번역해 일본에 소개했다. 1980년대에는 가수 조용필의 노래 가사를 작사하며 후견인으로도 화제가 됐다. 1984년 대한민국 내 최초로 외주제작사인 '시네텔서울'을 설립해 <베스트셀러극장> 등 방송 프로그램을 제작했으며 1991년 한국방송아카데미를 열어 방송인 양성에도 앞장섰다.